# Гоффе, Владимир Иванович
Влади́мир Ива́нович Го́ффе (6 февраля 1907, Вятка, Российская империя ― 17 мая 1961, Одесса, Украинская ССР, СССР) ― советский военачальник. Участник Гражданской войны в Испании (1937―1938), советско-японской войны (1945) и подавления вооружённого восстания в Венгрии (1956). Командующий артиллерией Прикарпатского военного округа (1958―1960), генерал-лейтенант артиллерии (1958). Член ВКП(б) с 1939 года.

## Биография
Родился 6 февраля 1907 года в Вятке (ныне ― Киров) в семье инспектора леса, уроженца г. Бежицы Витебской области Белоруссии.
Позднее семья переехала в г. Козьмодемьянск ― ныне районный центр Горномарийского района Марий Эл. В 1924 году окончил Козьмодемьянскую среднюю школу № 1 Марийской автономной области.
В 1924 году призван в РККА, окончил Ленинградскую артиллерийскую школу. Служить начал в Царском Селе (г. Пушкин), затем служил  в  Киевском,  Ленинградском  и  Приволжском военных округах, где командовал  взводом,  ротой,  батальоном, капитан.
В 1937―1938 годах был участником Гражданской войны в Испании: советник, старший советник по артиллерии Республиканской армии, руководил  артиллерийским  учебным  центром, с 1938 года ― полковник.
В 1939 году вступил в ВКП(б).
С  1939  года  был  начальником  оперативного  отдела  управления  артиллерии  Особой  Краснознаменной  Дальневосточной армии,  с  31  июля  1941  года  по  28  июля  1943  года  был  начальником  штаба  артиллерии  Дальневосточного фронта. В 1943  году  присвоено звание генерал-майор артиллерии. Участник войны с Японией в 1945 году. Воевал  на  2-м  Дальневосточном  фронте,  был  заместителем  командующего  и  командующим  артиллерией 15-й армии.
После  окончания  войны  продолжал  служить  в  Вооружённых Силах СССР:  был командующим  артиллерией Прикарпатского военного  округа,  работал  в  Министерстве обороны СССР. В 1947 году с золотой медалью окончил Военную  академию  Генерального  штаба  имени  К.  Е.  Ворошилова. С  1949  года  по  1952  год  командовал  специальным  артиллерийским  корпусом,  затем  был  заместителем  командующего  артиллерией  Прикарпатского  военного  округа. Участвовал в подавлении вооруженного восстания в Венгрии в 1956 году.
В 1958  году  присвоено  звание  генерала-лейтенанта артиллерии. Был  командующим артиллерией Прикарпатского  военного  округа,  с  1960  года — первым  заместителем  командующего  артиллерией  по  боевой  и  тактической  подготовке сухопутных войск СССР.
Является автором ряда публикаций в журнале «Военная мысль».
В годы войны и послевоенные годы награждён орденами Ленина (дважды), Красного Знамени (трижды), Кутузова II степени (дважды), Красной Звезды, «Знак Почёта» и медалями.
Трагически погиб 17 мая 1961 года в авиационной катастрофе во время войсковых учений в районе Одессы, похоронен в Москве на Новодевичьем кладбище. В 1985 году здесь же была похоронена его жена И. Н. Гоффе (Зедлер), советская переводчица в Испании.

## Награды
- Орден Ленина (22.10.1937; 15.11.1950)[3][4][7]
- Орден Красного Знамени (02.03.1938; 03.11.1944; 26.10.1955)[3][4][7]
- Орден Кутузова II степени (27.08.1945; 07.03.1957)[3][4][7]
- Орден Красной Звезды (16.03.1942)[3][4][7]
- Орден «Знак Почёта» (02.08.1936)[3][4]
- Медаль «За победу над Германией в Великой Отечественной войне 1941—1945 гг.» (09.05.1945; 25.08.1945)[4][7][8]
- Медаль «За победу над Японией»[4][7][8]
- Медаль «30 лет Советской Армии и Флота»[3][4][10]